# HD 217107 b
HD 217107 b는 물고기자리 방향으로 지구에서 약 64.3 광년 떨어져 있는 외계 행성이다. 어머니 항성은 HD 217107로 7일에 항성을 한 번 공전한다. 거리로 미루어 보아 이 행성은 뜨거운 목성으로 분류할 수 있다. 이 행성의 공전 궤도가 다소 찌그러져 있었기 때문에 천문학자들은 또다른 형제 행성 HD 217107 c를 발견할 수 있었다.

## 발견 역사
외계 행성들을 발견한 방법들 중 가장 높은 비율을 차지하는 것은 시선속도법으로, 행성의 중력이 항성을 끌어당겨 좌우로 흔들리는 것을 감지해 내는 것이다. HD 217107의 시선 속도를 관측한 결과 7.1일 주기로 묘한 속도의 변화를 보이고 있었다. 흔들리는 양으로부터 행성의 최소 질량은 목성보다 약간 더 큰 정도로 판명되었다. 행성이 항성으로부터 떨어진 거리는 대략 태양과 수성 사이 거리의 5분의 1 수준에 불과했다.

### 두 번째 행성
이전까지 발견되었던 대부분의 뜨거운 목성들은 공전 궤도가 거의 원에 가까웠다. 그러나 HD 217107 b의 궤도는 약간 찌그러져 있었는데, 여기서 천문학자들은 항성으로부터 수 천문단위 떨어져 있는 보이지 않는 두 번째 행성이 b에 중력적인 영향을 주고 있는 것으로 가정했다. 학자들의 예상대로, 2005년 두 번째 행성 HD 217107 c가 발견되었다.

## 같이 보기
- HD 217107 c

## 참고 문헌
1. ↑  Vogt;  외. (2005). “Five New Multicomponent Planetary Systems”. 《The Astrophysical Journal》 632 (1): 638–658. doi:10.1086/432901.
2. ↑  Fischer;  외. (1999). “Planetary Companions around Two Solar-Type Stars: HD 195019 and HD 217107”. 《Publications of the Astronomical Society of the Pacific》 111 (755): 50 – 56. doi:10.1086/316304. 2019년 12월 7일에 원본 문서에서 보존된 문서. 2009년 6월 17일에 확인함.
3. ↑  Fischer;  외. (2002). “Planetary Companions to HD 12661, HD 92788, and HD 38529 and Variations in Keplerian Residuals of Extrasolar Planets”. 《The Astrophysical Journal》 551 (2): 1107–1118. doi:10.1086/320224. 2019년 12월 7일에 원본 문서에서 보존된 문서. 2009년 6월 17일에 확인함.